# Kounov (okres Rakovník)
Kounov (Duits: Kaunowa) is een Tsjechische gemeente in de regio Midden-Bohemen en maakt deel uit van het district Rakovník. Het dorp ligt op 13 km afstand van de stad Rakovník.
Kounov telt 556 inwoners.

## Etymologie
De naam van de nederzetting (oorspronkelijk: Kúnov) is afgeleid van de persoonsnaam Kúna, een koosnaam van Konrád.

## Geschiedenis
De oorsprong van Kounov gaat terug tot de periode tussen de 11e en 12e eeuw. Dit wordt ook wel beschouwd als de periode van grote kolonisatie, omdat in die periode een hoop nederzettingen en dorpen in de regio werden gesticht. De eerste schriftelijke vermelding dateert van 1228, toen Cuno de Cunowe (Kúna) genoemd werd als getuige in een van de koninklijke documenten.
Volgens historische bronnen was er in de 14e eeuw al een parochiekerk in Kounov, die toebehoorde aan de koningen van het kasteel van Křivoklát. Ook waren er twee landhuizen in het dorp, waarin de bedienden van het kasteel van Křivoklát woonden. In 1550 werd Kounov samen met Lhota pod Džbánem gekocht door Burjan Nostic na Ruda. In 1590 erfde zijn zoon Jan Adam het dorp. Jan Adam en zijn zoon Hanuš werden regelmatig bedreigd wegens deelname aan de Boheemse Opstand. Uiteindelijk werd het dorp bij keizerlijke gratie aan de familie Nostic nagelaten. Na de dood van Hanuš ging het dorp over op zijn weduwe Anna Markéta en vervolgens, in 1675, op hun zoon Heřman Jáchym.
In 1678 werd Kounov gekocht door graaf Jiří Ludvík van Sinzendorf. Graaf Sinzendorf was van oorsprong een boer. Hij lokte mensen naar het dorp door een aantal voordelen te bieden, zoals vrijstelling van ploegendiensten op het veld en het recht om niet zomaar te mogen worden verbannen. Hierdoor groeide het dorp, met name met Duitstalige inwoners. Van 1692 tot 1806 behoorde Kounov toe aan Schwarzenberg.
In 1850 werden alle dorpen in Bohemen zelfstandige bestuurseenheden. Door deze veranderingen kon het hele gebied zich aanzienlijk ontwikkelen. De belangrijkste bron van bestaan van de inwoners Kounov was landbouw en hout, maar sinds het einde van de 19e eeuw kwam daar de winning van zwarte steenkool bij. Ook begon de hopteelt een steeds belangrijker rol te spelen.
Kounov was sinds 1678, toen er steeds meer Duitstaligen naar het dorp kwamen, een multicultureel dorp. Zo waren er in de volkstelling van 1921 177 huizen met 980 inwoners, waarvan 509 Tsjechen en 460 Duitsers. Na het Verdrag van München in de herfst van 1938 werd het dorp door Nazi-Duitsland gevorderd, waarna de staatsgrens tussen het Duitse rijk en het Protectoraat Bohemen en Moravië tussen Kounov en Mutějovice kwam te liggen.
Sinds 2003 is Kounov een zelfstandige gemeente binnen het Rakovníkdistrict.

## Verkeer en vervoer

### Autowegen
Er lopen enkele regionale wegen door de gemeente.

### Spoorlijnen

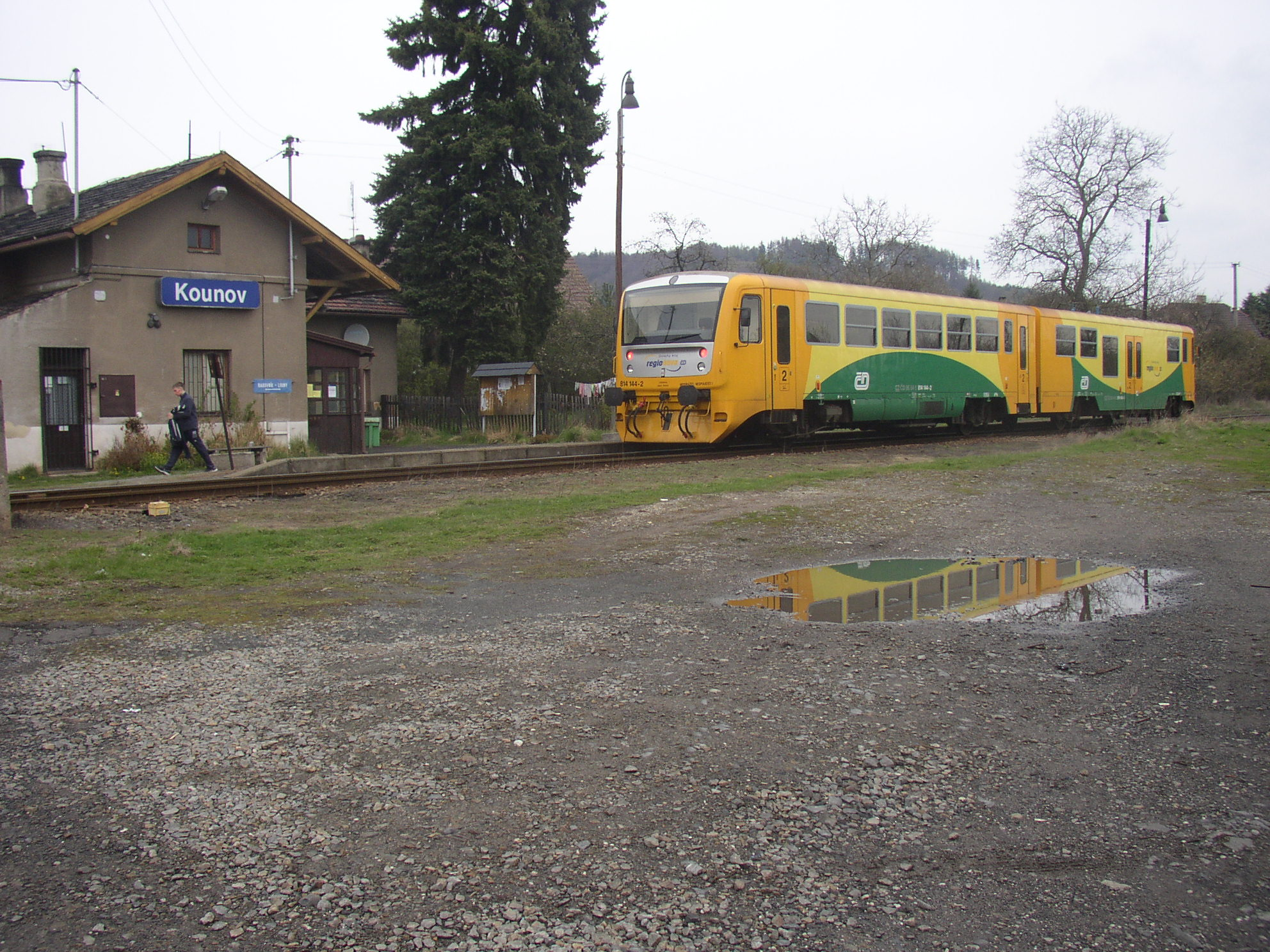
Station Kounov met ČD 814 Regionova-trein

Kounov ligt aan spoorlijn 126 Most - Louny - Rakovník. De lijn is een enkelsporige lijn waarop het vervoer in 1904 begon. Station Kounov bevindt zich aan de westkant van het dorp.
Er rijden dagelijks 10 treinen.

### Buslijnen
Er halteren buslijnen naar de volgende bestemmingen in het dorp: Louny, Mutějovice, Rakovník, Žatec.

## Bezienswaardigheden
- Steenrijen van Kounov - steenrijen met duizenden prehistorische stenen in het Natuurpark Džbán;
- Sint-Vituskerk bij de dorpsvijver;
- Sint-Vojtěchkapel ten noordoosten van het dorp;
- Heilige bomen: de Matteüsiep bij de valkerij en linde bij de school.

## Galerij

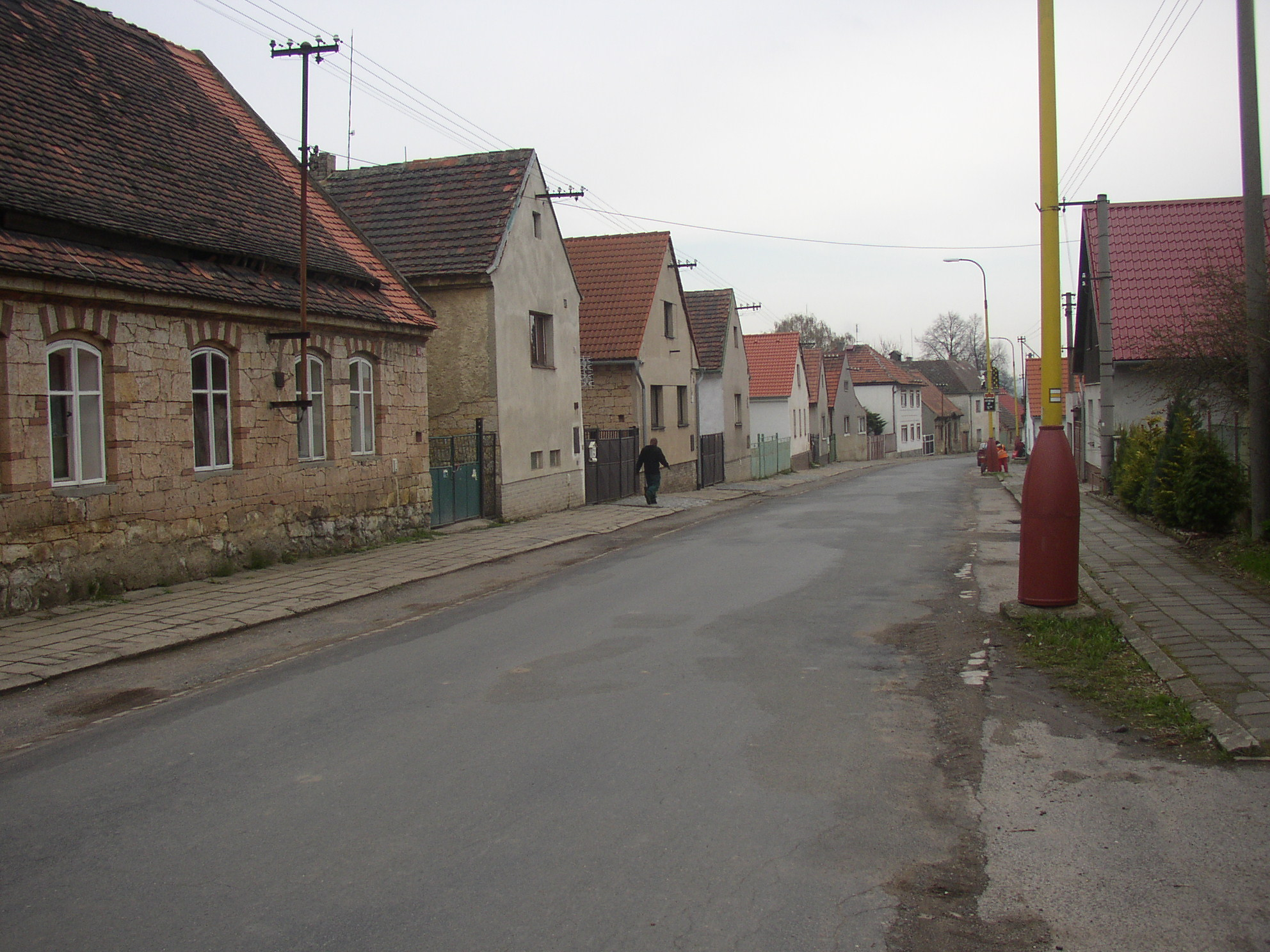
Hoofdstraat van Kounov
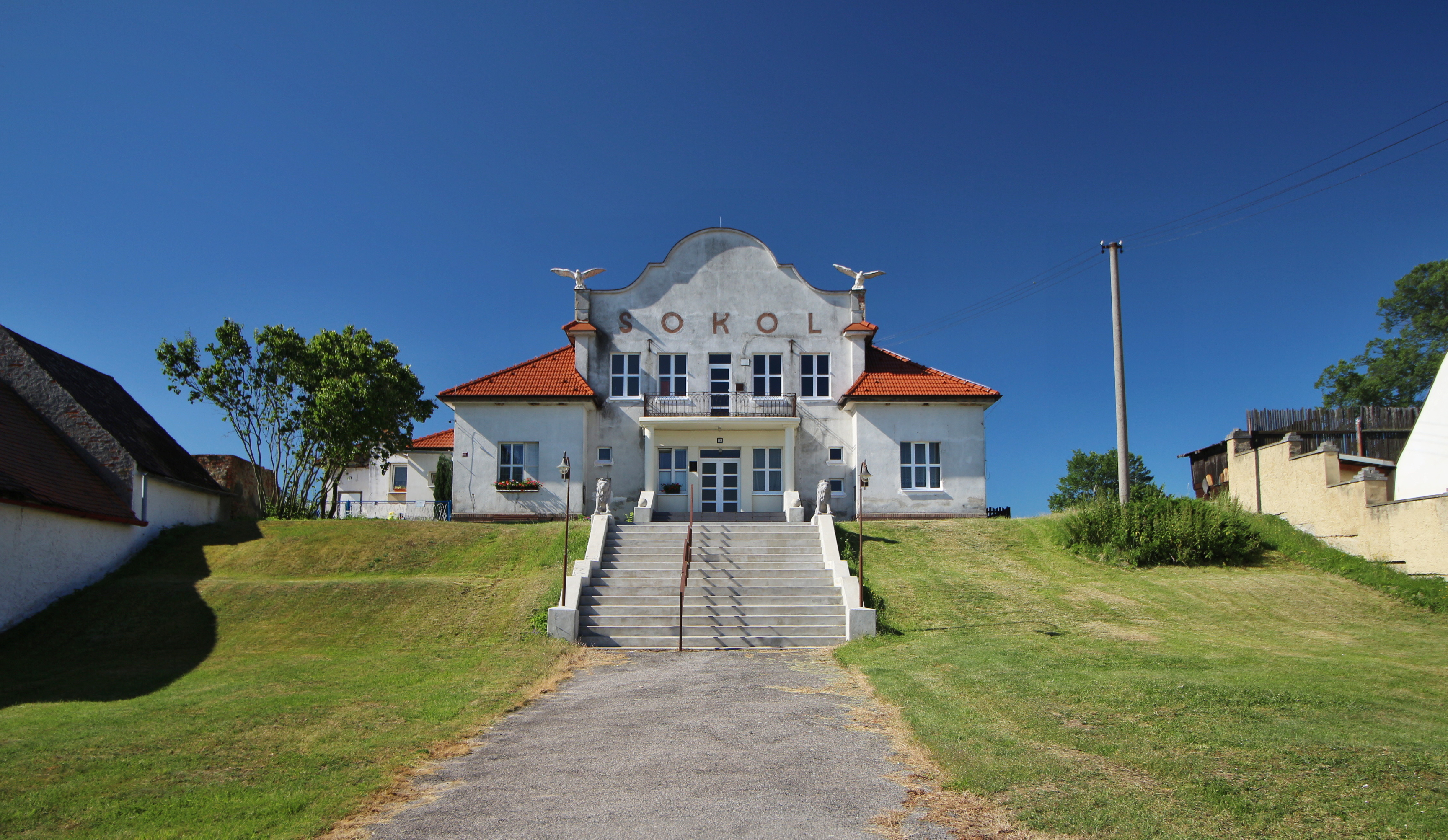
Valkerijgebouw
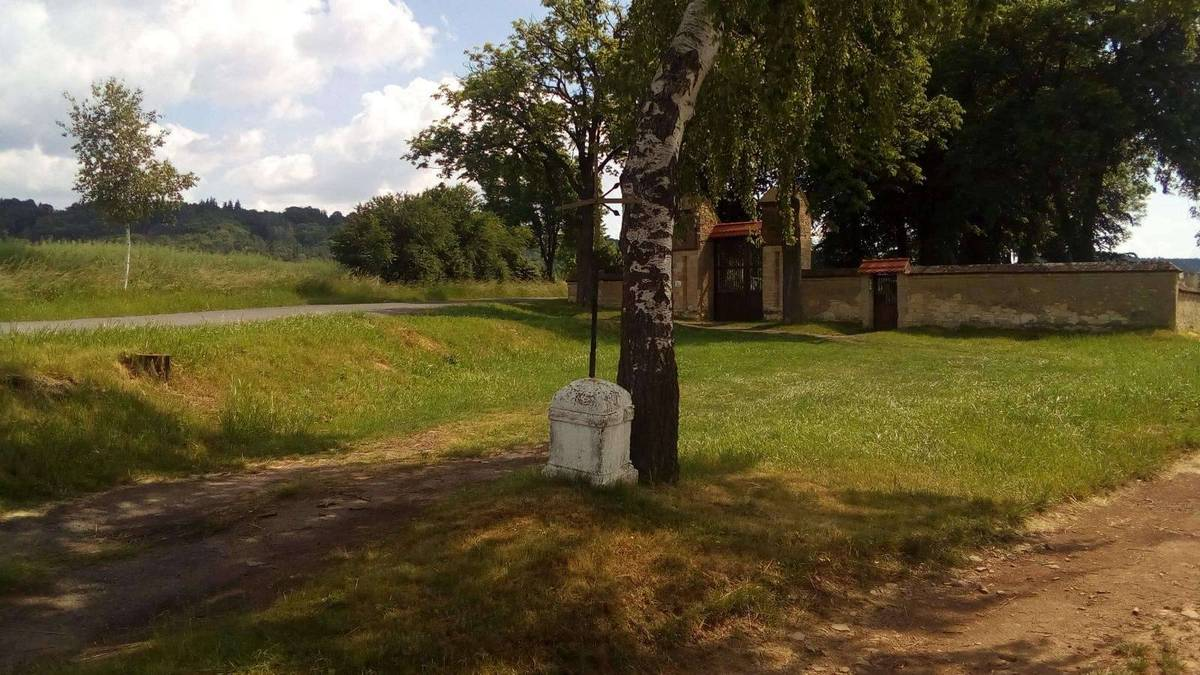
Wegkruis bij Kounov
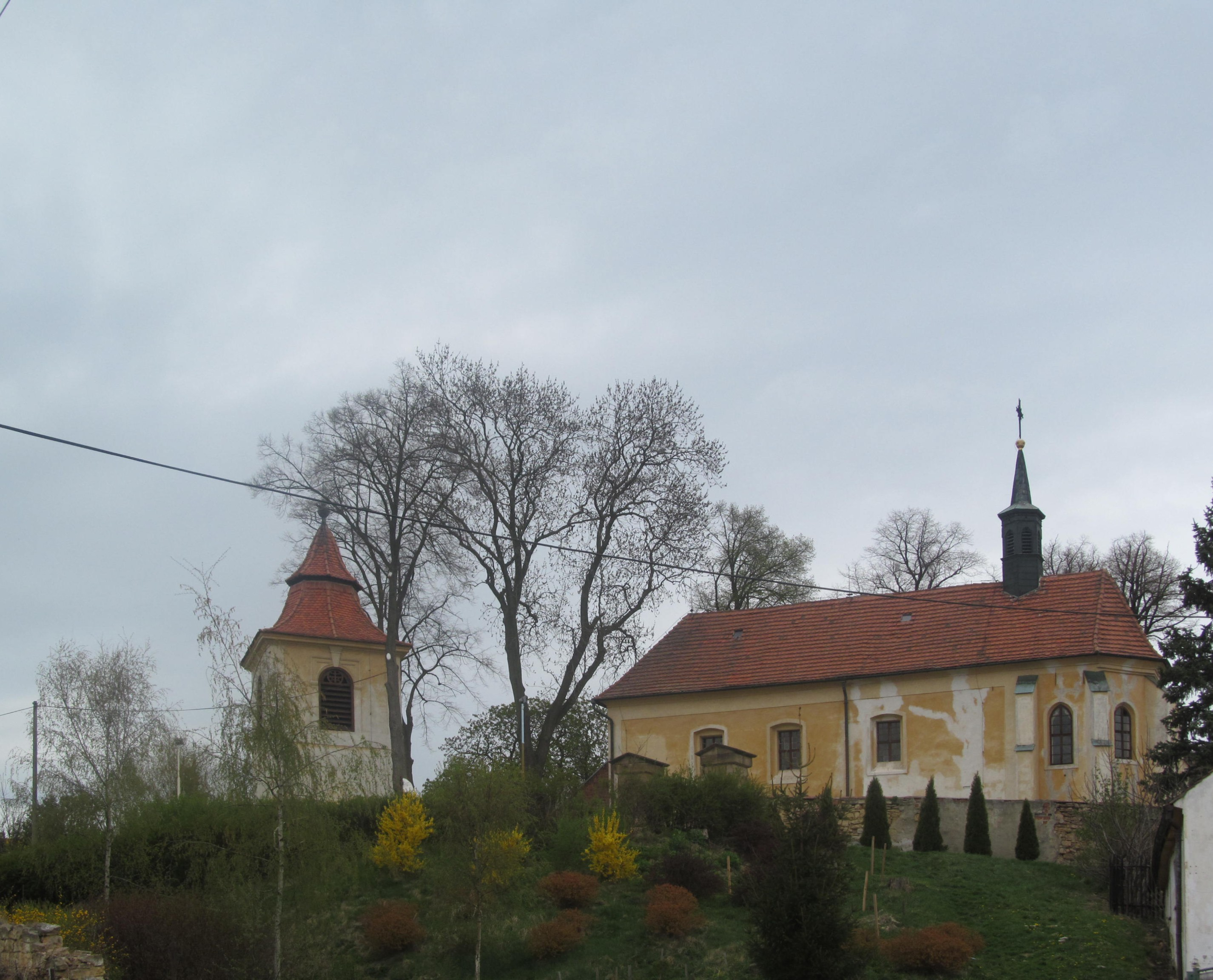
Sint-Vituskerk
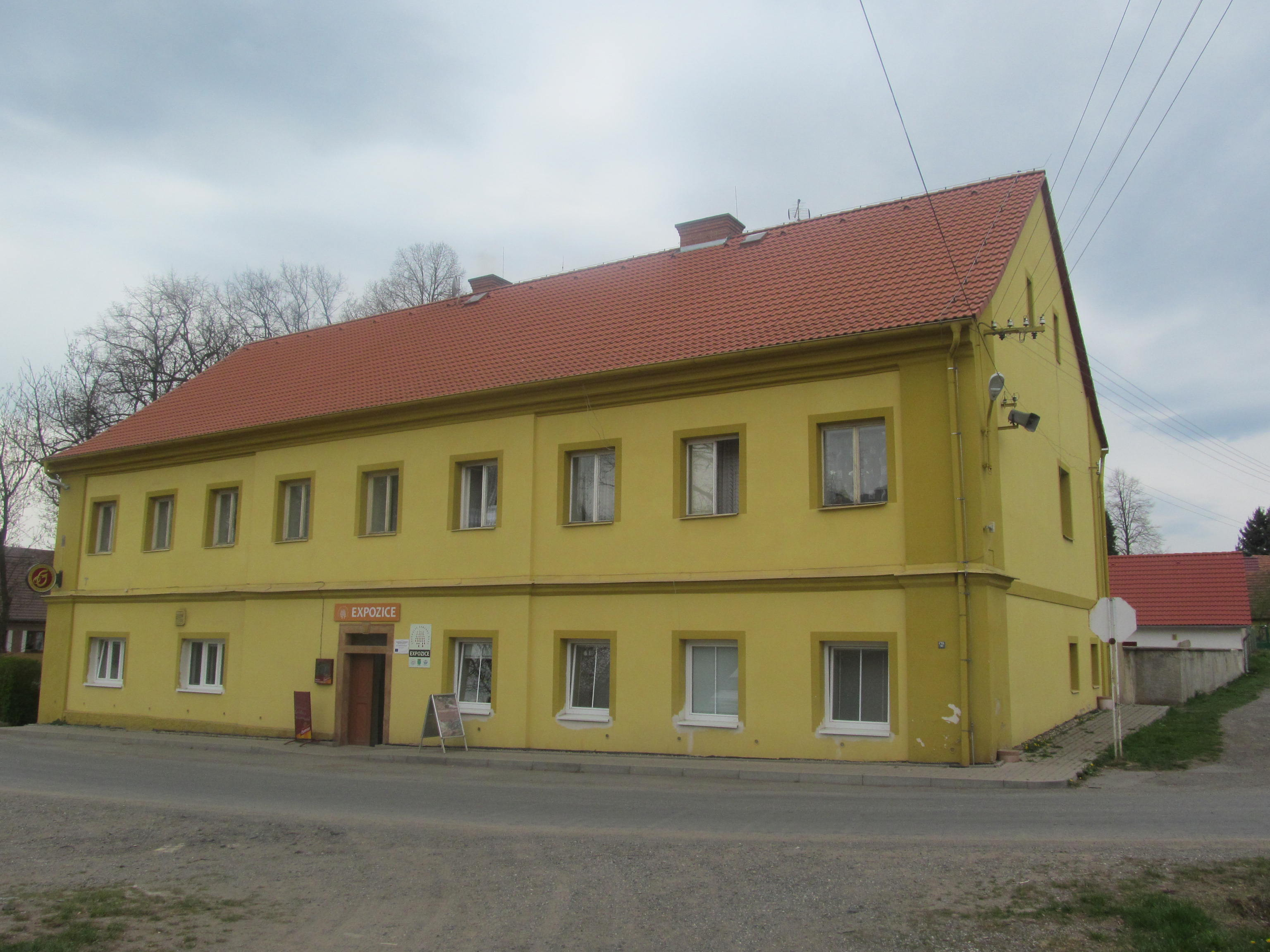
Museum van Kounov
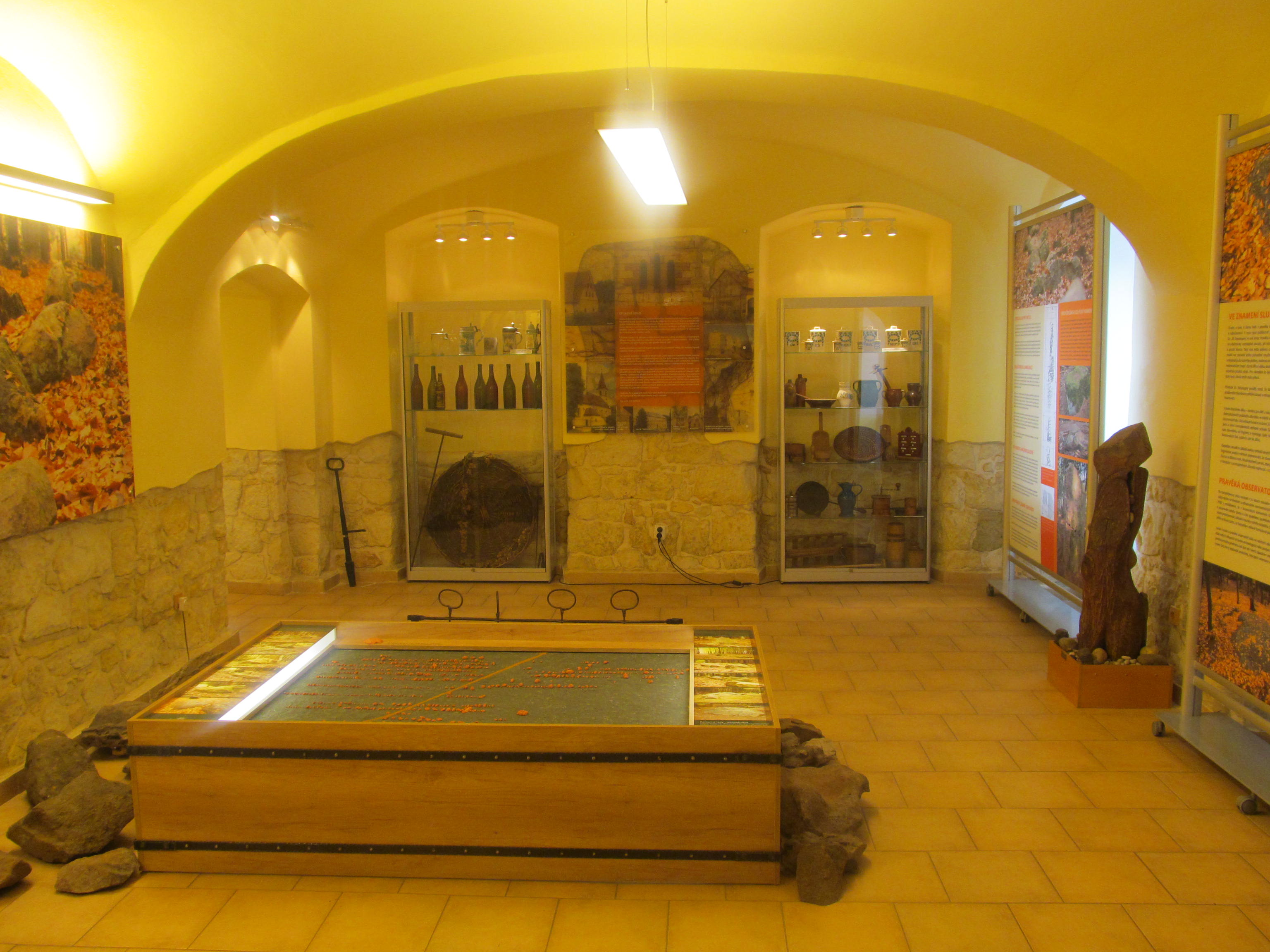
Zaal in het museum